# Pelapòrc
Pelapòrc (nom occità, en francès Pelleport) és un municipi francès, situat a la regió d'Occitània, departament de l'Alta Garona.

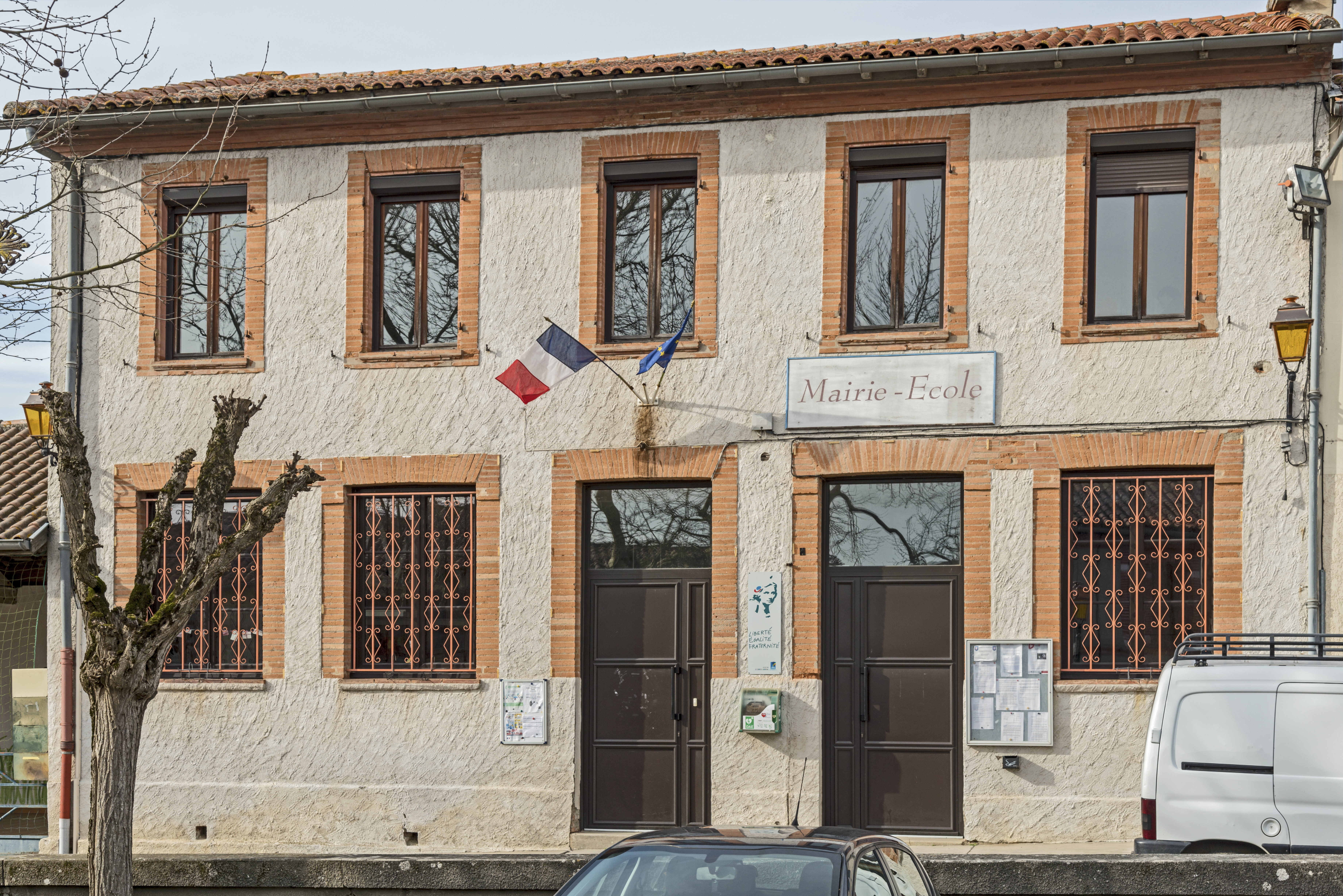
L'Alcalde.
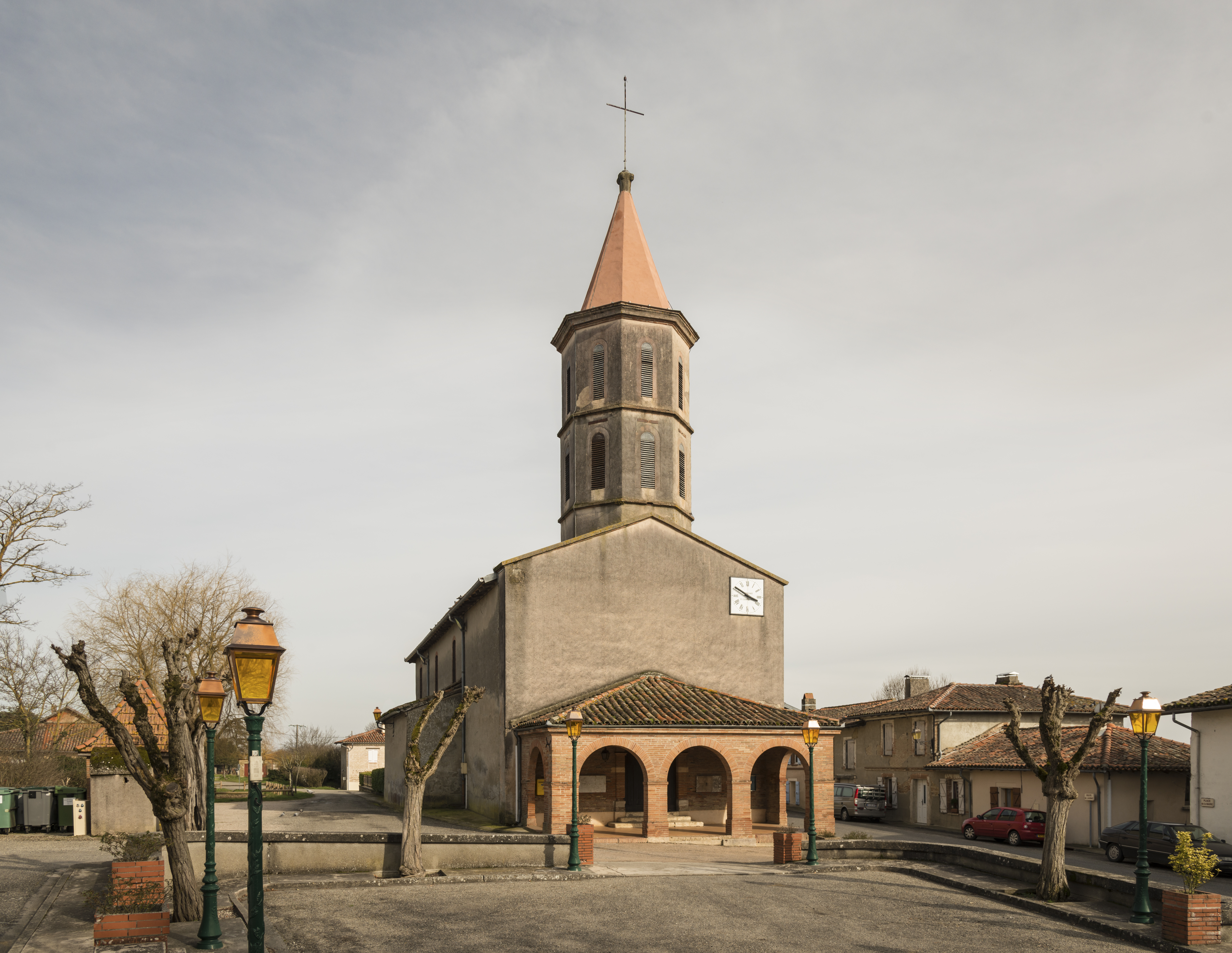
L'església.
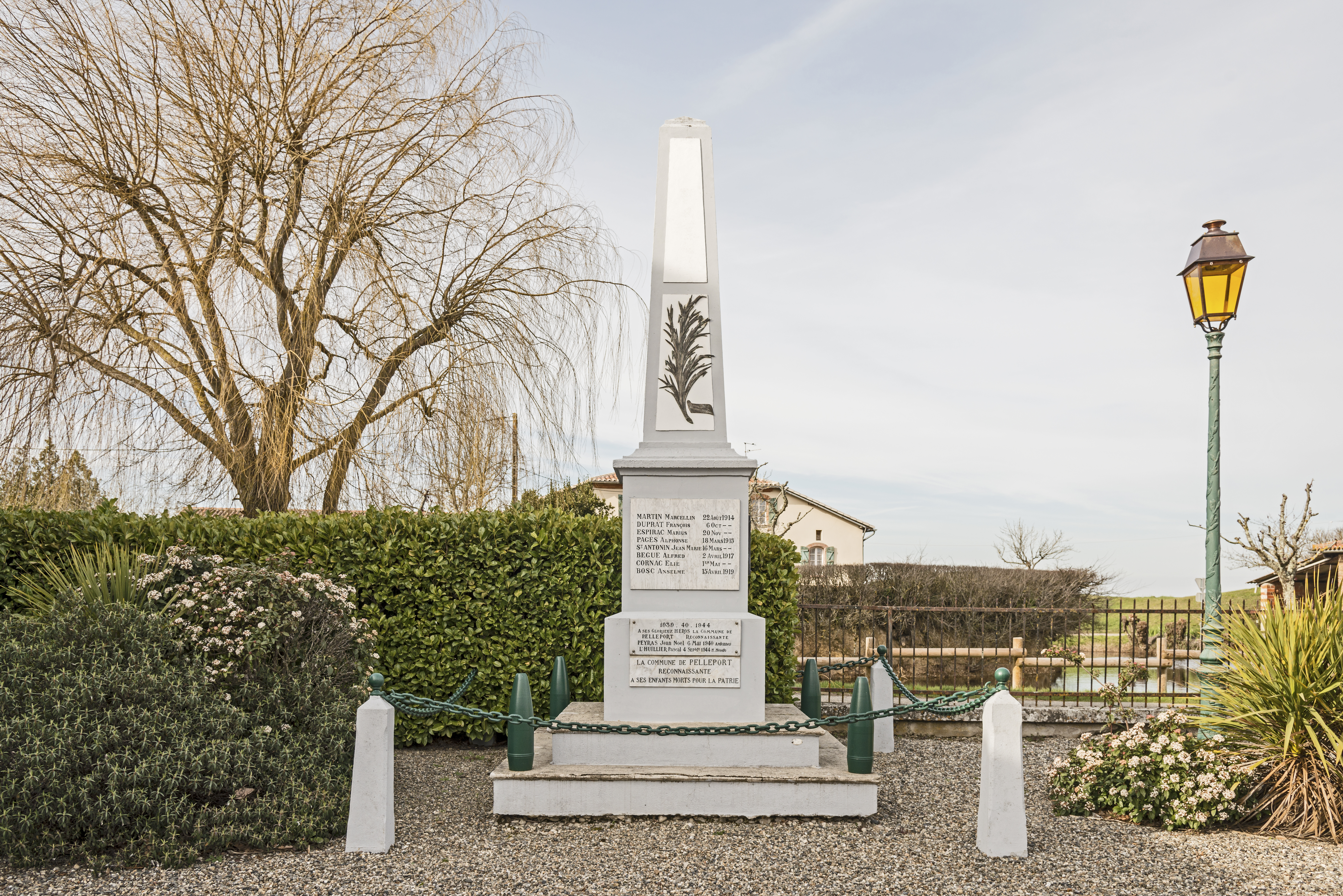
El monument de la guerra.